# الفرق بين النمط الجيني والوراثي

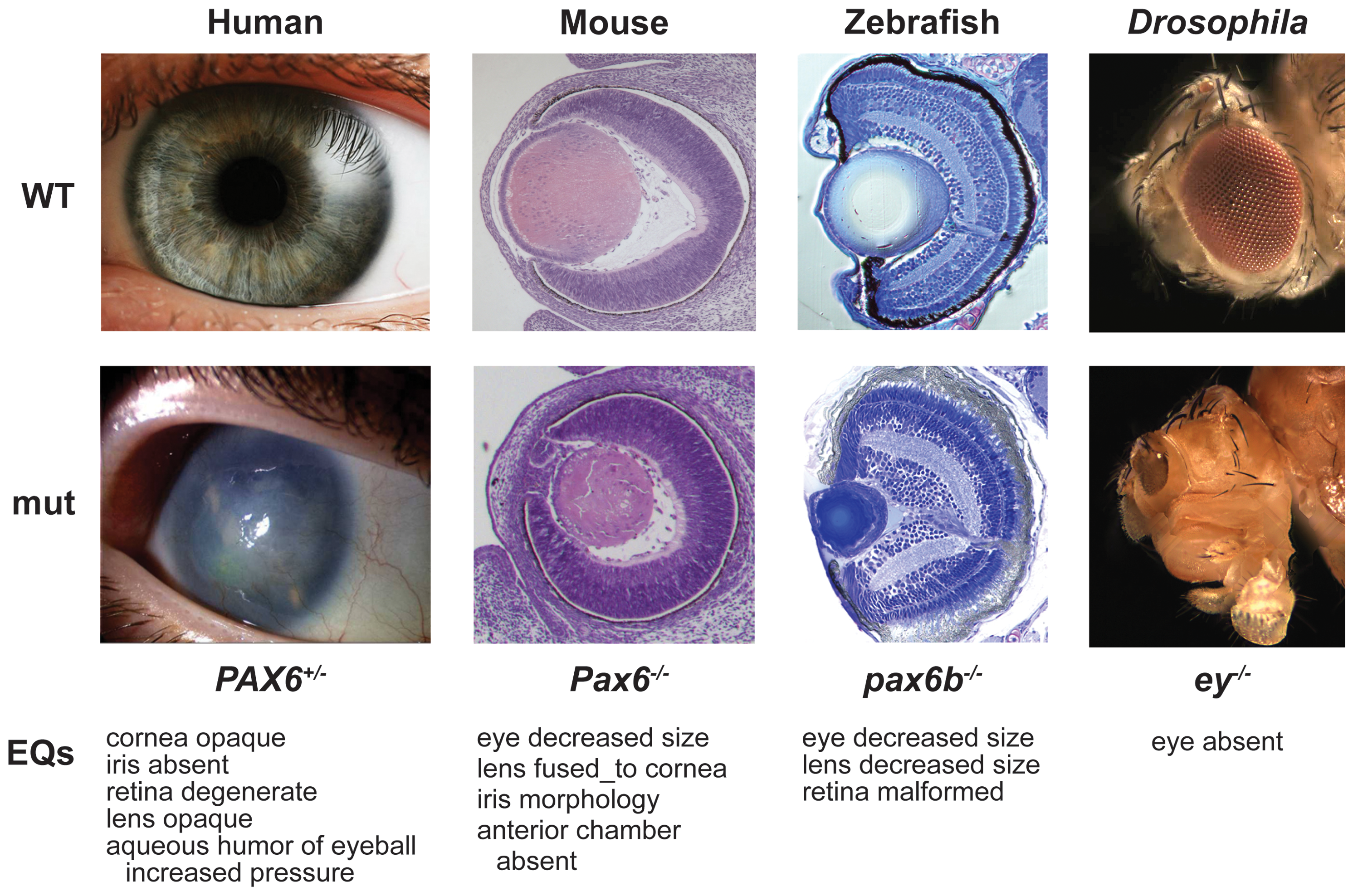

يتجلى الفرق بين النمط الجيني والنمط الوراثي في علم الوراثة. فالنمط الجيني هو المعلومات الوراثية الكاملة لكائنٍ حيٍ. والنمط الظاهري هو الخصائص الفعلية المرصودة لذلك الكائن، مثل الهئية الخارجية أوالنمو أو السلوك. ويعد هذا التمييز بين النمطين أمرا جوهريا في دراسة وراثة الصفات وتطورها.
تحدد الخصائص الجسدية للكائن الحي بصورة مباشرة فرص بقائه وتكاثره، بينما تتأتى وراثة الخصائص الجسدية كنتيجة ثانوية لوراثة الجينات، وبالتالي فإن الفهم الملائم لنظرية التطور عن طريق الانتخاب الطبيعي. ويتطلب من المرء فهم الفرق بين النمط الوراثي والنمط الظاهري. فالجينات تساهم في تحديد صفة معينة بينما يشكل النمط الظاهري التمثيل القابل للرصد لتلك الجينات (وبالتالي فإن النمط الوراثي هو الذي يؤثر على الصفة). ولنأخذ مثلا قارض ابيض يمتلك الجينات المتنحية التي تسببت في كون جيناته المسؤولة عن لونه غير نشطة، فالنمط الوراثي لديه مسؤول عن النمط الظاهري (اللون الأبيض).
ويشار في بعض الأحيان إلى تخصيص مجموعة من الأنماط الجينية لمجموعة من الظواهر باسم خريطة النمط الجيني والنمط الظاهري.
يعتبر النمط الجيني للكائن الحي من أكبر العوامل تأثيرا عند تطور نمطه الظاهري لكنه ليس العامل الوحيد الذي لديه القدرة على ذلك، هناك نوع من الاعضاء المتطابقة عند الانماط الجينية عادة تختلف في نمطها الظاهري، ويختبر أحد ما هذه الظاهرة في حياته اليومية مع أحادي الزيجوت (وهو عبارة عن بويضة واحدة مخصبة أو زيجوت واحد انقسم إلى اثنين من الأجنة أو أكثر، ويحمل كل منهما المادة الوراثية نفسها كالتوأم المتطابق). 
يتشارك التوأمان المتطابقان نفس النمط الجيني ولأنهما يمتلكان جينومات متطابقة لا يمكن لأي أحد منهما ان يمتلك نمط ظاهري مماثل على الرغم من ان نمطهم الظاهري قد يبدو متشابها جداّ، وهذا يوضح حقيقة تمييز أمهاتهم وأصدقائهم المقربين لهم بالرغم من أن الآخرين قد لا يتمكنون من رؤية الاختلافات الدقيقة.وعلاوة على ذلك يمكن التمييز بين التوأم المتطابق عن طريق بصمات الأصابع التي لا يمكن ان تتطابق تطابقا تام.
يُمَثِّل مفهوم تكيفية النمط الظاهري الدرجة التي يتحدد بها النمط الظاهري للكائن عبر نمطه الوراثي. تعني التكيفية العالية امتلاك العوامل البيئية تأثير قوي على النمط الظاهري المتطور. وإذا كان مستوى التكيفية ضئيلًا، فيمكننا التنبؤ بالنمط الظاهري للكائن الحي بثقة عبر معرفة نمطه الوراثي بغض النظر عن الظروف البيئية أثناء التطور. وتعتبر يرقات السمندر المائي مثالًا على التكيفية العالية؛ تطوّر بعض اليرقات رؤوسًا وذيولًا كبيرة بالنسبة لحجم جسمها، وتبدي تلونًا أدكنًا، بسبب استشعار وجود حيوانات مفترسة -كاليعسوب مثلًا. تمتلك اليرقات التي تتمتع بمثل هذه الخصائص فرصة نجاة أكبر عند التعرض للحيوانات المفترسة، ولكنها تنمو ببطء أكثر من الأنماط الظاهرية الأخرى.
يتناول مفهوم الاستقناء قدرة التجمع الأحيائي على إنتاج النمط الظاهري نفسه بغض النظر عن اختلاف بيئته أو نمطه الوراثي، وذلك بخلاف مفهوم تكيفية النمط الظاهري. يقال للنمط الظاهري بأنّه مُقنّىً إذا لم تؤثر الطفرات (التغيرات في الجينوم) بشكل ملحوظ على الخصائص الفيزيائية للكائن الحي. هذا يعني أنّ النمط الظاهري المُقَنّى قد يتشكّل من مجموعة كبيرة ومتنوعة من الأنماط الوراثية المختلفة، وفي هذه الحالة لا يمكن التنبؤ بالضبط بالنمط الوراثي من معرفة النمط الظاهري. إذا لم يكن الاستقناء موجودًا، ستملك حتى التغيرات الصغيرة في الجينوم تأثيرًا فوريًا على النمط الظاهري المتطور.
أنشأ فيلهلم يوهانسن مصطلحي «النمط الظاهري» و«النمط الوراثي» في عام 1911، ومع ذلك، تطور معنى المصطلحين والفارق الجوهري بينهما منذ ذلك الوقت.

## الأهمية لعلم الأحياء التطوري
تكون المهمة النظرية لعلم الوراثة السكانية وفقًا ليوونتين ضمن فضاءين هما: فضاء النمط الجيني، وفضاء النمط الظاهري. يتمثّل التحدي في الوصول إلى نظرية كاملة لعلم الوراثة السكانية في توفير مجموعة قوانين يمكنها أن تُحدّد بشكل متوقع مجموعة الأنماط الجينية (G1) بالاعتماد على فضاء النمط الظاهري (P1) حيث يتم الاصطفاء، ومجموعة أخرى من القوانين التي تحدد المجموعة الناتجة (P2) بالعودة إلى فضاء النمط الجيني (G2) حيث يمكن للوراثة المندلية التنبؤ بالجيل القادم من الأنماط الجينية، وبالتالي إكمال الدورة. وحتى لو جرى تجاهل الجوانب غير المندلية للوراثة الجزيئية، فستبقى هذه مهمة هائلة. يكون التصور البياني كالتالي:
{\displaystyle G_{1}\;{\stackrel {T_{1}}{\rightarrow }}\;P_{1}\;{\stackrel {T_{2}}{\rightarrow }}\;P_{2}\;{\stackrel {T_{3}}{\rightarrow }}\;G_{2}\;{\stackrel {T_{4}}{\rightarrow }}\;G_{1}'\;\rightarrow \cdots }
(مقتبس من ليوونتين 1974، ص 12)، تُمثِّل T1 القوانين الجينية وما فوق الجينية، جوانب علم الأحياء الوظيفي، أو علم الأحياء النمائي، التي تحول النمط الجيني إلى النمط الظاهري. هذا هو الاقتران بين النمط الجيني والنمط الظاهري. T2 هي التحول الناتج عن الاصطفاء الطبيعي، تُمثِّل T3 علاقات فوق جينية تتنبأ بالأنماط الجينية بالاعتماد على الأنماط الظاهرية المصطفاة، وأخيرًا، تُمثِّل T4 قواعد الوراثة المندلية.
يوجد في الممارسة العملية هيكلين متوازيين من النظرية التطورية هما: علم الوراثة السكاني التقليدي الذي يعمل في فضاء النمط الوراثي، والنظرية البيومترية المستخدمة في تربية النبات والحيوان، والتي تعمل في فضاء النمط الظاهري. الجزء المفقود هو الاقتران بين فضاءي النمط الجيني والنمط الظاهري. يؤدي ذلك إلى ما يسمى بالخفة (كما يصفها ليوونتين) حيث تعتبر المتغيرات في معادلات أحد المجالات وسائط أو ثوابت، بحيث ستُحَوَّل في المعالجة الكاملة عن طريق العملية التطورية، وتكون دالات متغيرات حالة في المجال الآخر. يفترض مفهوم الخفة أن الاقتران معروف، والمتابعة كما لو كان مفهومًا كافية لتحليل العديد من الحالات المهمة. على سبيل المثال: إذا كان النمط الظاهري متناظرًا تقريبًا مع النمط الوراثي (كما في داء الخلايا المنجلية)، أو كان المقياس الزمني قصيرًا بدرجة كافية، فيمكن معاملة «الثوابت» على هذا النحو، ومع ذلك، يوجد العديد من الحالات التي لا ينطبق عليها هذا الافتراض.